# روزاريو جالفيز
روزاريو جالفيز (بالإسبانية: Rosario Gálvez)‏ هي ممثلة مكسيكية، ولدت في 15 أكتوبر 1926 في المكسيك، وتوفيت في 17 سبتمبر 2015 في مدينة مكسيكو في المكسيك بسبب ذات الرئة.

## وصلات خارجية
- روزاريو جالفيز على موقع IMDb (الإنجليزية)
- روزاريو جالفيز على موقع قاعدة بيانات الفيلم (الإنجليزية)